# Ліпова-Ґура-Заходня
Ліпова-Ґура-Заходня (пол. Lipowa Góra Zachodnia, нім. Lindenberg) — село в Польщі, у гміні Щитно Щиценського повіту Вармінсько-Мазурського воєводства.
Населення — 124 особи (2011).
У 1975-1998 роках село належало до Ольштинського воєводства.

## Демографія
Демографічна структура станом на 31 березня 2011 року:
|          | Загалом | Допрацездатний вік | Працездатний вік | Постпрацездатний вік |
| -------- | ------- | ------------------ | ---------------- | -------------------- |
| Чоловіки | 55      | 13                 | 41               | 1                    |
| Жінки    | 69      | 20                 | 39               | 10                   |
| Разом    | 124     | 33                 | 80               | 11                   |